# Thressa Stadtman
Thressa Campbell Stadtman (12 de febrero de 1920-11 de diciembre de 2016) fue una bioquímica estadounidense, notable por el descubrimiento de la selenocisteína y su investigación sobre las selenoproteínas y la bioenergética. Logró avances significativos en el metabolismo de los aminoácidos, las enzimas dependientes de vitamina B12 y la bioquímica de los microbios.

## Biografía
Stadtman nació en 1920 en Sterling, Nueva York, Estados Unidos. Se graduó de la Universidad de Cornell en 1940, con una licenciatura en microbiología, y en 1942, con una maestría en microbiología y nutrición. En 1949, se graduó de la Universidad de California en Berkeley, con un doctorado en bioquímica microbiana.
Se casó con Earl Reece Stadtman en 1943 a quien conoció cuando ambos eran estudiantes graduados en la Universidad de California, Berkeley. Ambos fueron contratados por el entonces Instituto Nacional del Corazón en 1950, convirtiéndose en el primer equipo de esposos en los Institutos Nacionales de la Salud. Ambos supervisaron sus propios laboratorios de bioquímica y colaboraron estrechamente. 
El trabajo pionero de Stadman en la bioquímica del selenio comenzó con su descubrimiento en 1972 de que la proteína A, una subunidad de bajo peso molecular de la glicina reductasa clostridial, es una proteína que contiene selenio. En 1976, Stadman y sus colegas fueron los primeros en demostrar que el selenio estaba presente como selenocisteína. Demostraron que la selenocisteína desempeña un papel esencial en la actividad catalítica de muchas selenoenzimas. Stadman continuó estableciendo que el selenio es un componente esencial de varias otras enzimas. Extendió sus hallazgos a los eucariontes con su demostración de que una tiorredoxina reductasa en el adenocarcinoma de pulmón humano contenía selenocisteína. Sus estudios establecieron entonces que el codón para la selenocisteína en la tiorredoxina reductasa era UGA, que normalmente era el codón de terminación. La selenocisteína llegó a ser conocida como el aminoácido número 21, compartiendo su codón con el proceso de terminación.
Stadtman fue elegida miembro de la Academia Estadounidense de las Artes y las Ciencias y Academia Nacional de Ciencias en 1981.
El organismo Methanospaera stadtmaniae fue nombrado en su honor.
Ganó el premio  L'OréaL Lifetime Achievement en 2000. En 2005, junto a su esposo fueron honrados por el NIH en una exposición titulada «The Stadtman Way: A Tale of Two Biochemists».
Durante un período de 60 años, a partir de 1943, publicó 212 artículos revisados por pares. Falleció en diciembre de 2016 a la edad de 96 años.